# Mek We Dweet
Mek We Dweet è un album di Burning Spear, pubblicato dalla Mango Records nel 1990. Il disco fu registrato al Tuff Gong Recording Studios di Kingston, Giamaica.

## Tracce
Testi e musiche di Winston Rodney
1. Mek Me Dweet – 4:20
2. Civilisation – 4:05
3. Garvey – 4:10
4. Elephants – 3:53
5. My Roots – 4:20
6. Take a Look – 4:29
7. Great Men – 4:10
8. One People – 4:06
9. African Woman – 4:16
10. Mek Me Down in Dub – 4:26

## Musicisti
- Burning Spear (Winston Rodney) - voce, percussioni (repeater drum, bass drum)
- Lenford Richards - chitarra solista, pianoforte, percussioni (funde drum)
- Linvall Jarrett - chitarra ritmica
- Paul Beckford - basso
- Nelson Miller - batteria
- Alvin Haughton - percussioni
- James Smith - tromba (brani: Garvey e Great Men)
- Charles Dickey - trombone (brani: Garvey e Great Men)
- David Robinson - sassofono (brani: Garvey e Great Men)

Musicisti aggiunti
- Robbie Lyn - sintetizzatore, pianoforte
- Dean Fraser - sassofoni
- Chico Chin - tromba
- Ronald Nambo Robinson - trombone[1]